# Leukophryne
Leukophryne (altgriechisch Λευκοφρύνη Leukophrýnē), auch Leukophryene (Λευκοφρυηνή Leukophryēnḗ) oder Leukophrys (Λευκόφρυς Leukóphrys, deutsch ‚mit weißen Augenbrauen‘), ist ein lokaler Beiname (Epiklese) der Artemis, abgeleitet von der antiken Stadt Leukophrys in Phrygien, wo sie eine Kultstätte hatte.
Berühmter noch war der Tempel der Artemis Leukophryne in Magnesia am Mäander, der von dem Architekten Hermogenes um 200 v. Chr. erbaut worden war. In diesem Tempel befand sich auch das Grab einer Artemispriesterin namens Leukophryne.
Eine Statue der Leukophryne befand sich auf der Akropolis von Athen. Sie war von den Söhnen des Themistokles gestiftet worden, da Themistokles persischer Statthalter in Magnesia gewesen und dort auch 459 v. Chr. gestorben war.